# Roissard
Roissard är en kommun i departementet Isère i regionen Auvergne-Rhône-Alpes i sydöstra Frankrike. Kommunen ligger i kantonen Monestier-de-Clermont som tillhör arrondissementet Grenoble. År 2022 hade Roissard 320 invånare.

## Befolkningsutveckling
Antalet invånare i kommunen Roissard
Referens:INSEE